# Yedi Ulu Ozan
Yedi Ulu Ozan (De Syv Store Poeter) er en term, der betegner 7 historiske personer, hvis værker anses for at udgøre en del af alevismens skriftlige kilder.
Disse poeter er: Seyyid Nesîmî (d. 1417), Şah Hatayî (d. 1524), Yemînî, Pir Sultan Abdal (d. ~ 1550), Fuzûlî (d. 1556), Vîrânî og Kul Himmet.
De fleste af disse personer har skrevet en masse digte, som har floreret rundt i Anatolien i flere århundreder. Digtene blev sunget af omvandrende alevitiske ashik'er (troubadourer). Mange af digtene (især Şah Hatayî's digte) bruges også som nefes i alevitiske cem-ceremonier.
Under Osmannerriget var digtene en effektiv måde at holde alevismen i live på, da skriftlige kilder udgjorde en fare for at alevitternes sikkerhed. Alevismen menes at have mistet sine vigtigste skriftlige kilder under osmannernes forfølgelser. Dette er grunden til at alevismen i høj grad baseres på mundtlige overleveringer.